# Dada Masilo
Dikeledi (Dada) Masilo (Soweto, 21 februari 1985 – Johannesburg, 29 december 2024) was een Zuid-Afrikaanse danseres en choreografe.

## Biografie
Masilo groeide op in een middenklasse milieu in Soweto, een township bij Johannesburg. Haar moeder was alleenstaand en Masilo werd grotendeels door haar grootmoeder opgevoed. Op jonge leeftijd sloot ze zich aan bij een dansgroep in de buurt en mocht optreden op een festival van The Dance Factory, bekend als de school voor danstalent in Johannesburg. Bij die school volgde ze in opleiding in zowel klassiek ballet als hedendaagse dans. Op negentienjarige leeftijd werd ze gescout door P.A.R.T.S., de school van choreograaf Anne Teresa De Keersmaeker, en verhuisde ze naar Brussel. Na haar opleiding keerde ze terug naar Zuid-Afrika, om daar een carrière als choreografe te starten.
Haar oeuvre bestaat uit ballet en klassieke dans, gecombineerd met Afrikaanse dansstijlen. Zo maakte ze eigen interpretaties van onder andere Carmen, Giselle, Het zwanenmeer, Le Sacre du printemps en Romeo en Julia, waarin ze thema's als racisme, seksueel en huiselijk geweld, homofobie, mannelijke overheersing en stigmatisering van mensen met hiv en aids aansneed.  Masilo danste regelmatig zelf mee in haar producties.
Masilo overleed in december 2024 onverwacht op 39-jarige leeftijd na een kort ziekbed in een ziekenhuis in Johannesburg.

## Erkenning
Voor haar werk kreeg Masilo internationale erkenning. Zo ontving ze in 2018 uit handen van prins Constantijn der Nederlanden de Next Generation Prijs van het Prins Claus Fonds. In 2024 ontving ze de Italiaanse Positano Léonide Massine lifetime achievement award, vernoemd naar de vermaarde Russische choreograaf Léonide Massine. Ook werd ze vlak voor haar dood erkend als een van de 44 artistieke iconen van de stad Johannesburg en kreeg ze een ster in de muur van het Soweto Theatre.
- Bibliothèque nationale de France: cb166723719 (data)
- Gemeinsame Normdatei: 1059790564
- International Standard Name Identifier: 0000 0004 0311 9082
- Nationale Bibliotheek van Tsjechië: xx0328278
- Système universitaire de documentation: 16585202X
- Virtual International Authority File: 312753728